# Casa-Museu Salvador Dalí
La Casa-Museu Salvador Dalí és una petita casa de pescadors a Portlligat, on Salvador Dalí va viure i treballar habitualment des de 1930 fins a la mort de Gala el 1982. Actualment està habilitada com a museu i és gestionada per la Fundació Gala-Salvador Dalí.

## L'edifici
El 1930, arran del trencament de relacions amb el seu pare, i atret pel paisatge, la llum i els llocs aïllats, Salvador Dalí va decidir deixar París i buscar un habitatge propi a Portlligat. Amb els 20.000 francs francesos que li va avançar el vescomte de Noailles a canvi de la pintura La vellesa de Guillem Tell, Dalí va comprar una barraca de pescadors a la vídua d'un mariner del poble, Lídia Noguer, i s'hi va instal·lar.
A Portlligat, Dalí i la seva esposa Gala van canviar la societat parisenca i les seves activitats per una vida d'ascetisme i isolament. Segons explica el mateix Dalí: 
| «                | Fou allí on vaig aprendre d'empobrir-me, de limitar i llimar el meu pensament perquè adquirís l'eficàcia d'una destral, on la sang tenia gust de sang i la mel tenia gust de mel. […] Gala i jo vam passar mesos i mesos sense més contactes personals que Lídia, els seus dos fills, la nostra minyona, Ramon de Hermosa i el grapat de pescadors que guardaven els ormeigs a les cabanes de Portlligat. A la nit, tots se n'anaven a Cadaqués i Portlligat restava absolutament desert, habitat només per nosaltres dos. | » |
| — Salvador Dalí. | |   |

A partir de la construcció inicial va anar adquirint altres barraques i així, a poc a poc, durant quaranta anys, fins a obtenir la casa actual, que ell definia "com una veritable estructura biològica".
Les successives modificacions i addicions, ideades conjuntament entre Dalí i Gala, van donar forma a una estructura laberíntica que, des d'un punt d'origen, el Saló de l'Ossa, es dispersava a través d'una successió de petites sales connectades per passadissos estrets, petits canvis de nivell i culs de sac. La decoració està formada per tot un conjunt d'objectes inconnexos que el mateix Dalí va anar col·leccionant al llarg de la seva vida.
Totes les estances tenen obertures de formes i proporcions diferents, que emmarquen la badia de Portlligat, un paratge que és una referència constant en l'obra de Dalí.
Josep Pla descriu la decoració de la casa de la següent manera:
| «           | […] és sorprenent, extraordinària. L'adjectivació exacta seria potser: mai vista. No crec que n'hi hagi cap, en aquest país ni en molts d'altres països, de semblant. La decoració de les cases és sempre igual segons l'estament que l'habiti: la burgesia, la petita burgesia, etc... És el lloc comú, constant. No s'hi han pas trencat gaire el cap. La de Dalí és insospitada. Se n'hauria d'haver fet una descripció precisa i exacta. Conté només records, obsessions. Idees fixes dels propietaris. No hi ha res tradicional, ni heretat, ni repetit, ni copiat. Tot és mitologia personal indesxifrable. Hi ha moltes coses la significació de les quals només saben els propietaris. Hi ha obres d'art (del pintor), coses russes (de la senyora Gala), animals dissecats, escales de parets geològiques, que pugen i baixen, llibres (cosa rara tractant-se d'aquest personal), coses vulgars o molt refinades, etc. | » |
| — Josep Pla | |   |

En aquesta casa, Dalí va rebre visitants de tot el món, com ara Walt Disney, el duc i la duquessa de Windsor, el rei Humbert de Savoia o la reina Elisabet de Bèlgica.

## El museu
La casa està dividida en tres tipus d'espais. Primer les habitacions on Dalí va passar els moments més íntims de la seva vida: les habitacions de la planta baixa i les sales 7 a 12; després el Taller, a les sales 5 i 6, on es troben tot tipus d'articles relacionats amb la seva activitat artística. En un tercer lloc es troben els espais a l'aire lliure (la Sala 13 i els patis 14 i 15), dissenyats específicament per a la vida pública.

## Història
La casa Salvador Dalí va ser construïda sobre unes antigues barraques de pescadors de Portlligat. L'any 1929, Dalí comprà la primera barraca a Lídia Nogués de Costa. Poc després comprà una segona barraca. Els primers treballs d'adequació com a habitatge foren a càrrec del paleta Joaquim Ferrer. L'any 1935 s'edificarà una nova planta per a les dues barraques que es cobriran amb un sol vessant de teula i una única finestra per unitat, mirant la badia. L'any 1942, Gala i Dalí compren la barraca situada a l'extrem superior sud i que es destinarà a biblioteca, amb mobles especialment dissenyats i construïts pel fuster de Cadaqués Joan Vehí. L'any 1951 adquireixen la barraca situada a l'extrem nord-est, fent cantonada amb la riera. L'any 1952 es completa la façana que mira a la badia de Portlligat. L'any 1954 compra la darrera barraca al nord-oest que mira a la riera procedent del cementiri. L'any 1962, sobre la nova planta, apareix el que serà una de les habitacions privades de Gala.
L'any 1982, després de la mort de Gala, Dalí no tornarà a Portlligat. L'any 1989 mor Salvador Dalí i la casa queda en compàs d'espera fins que es pren la iniciativa de constituir un petit recinte museístic, treballs que van començar el 1994 sota la direcció dels arquitectes Oriol Clos i Costa i José Ramos Illán.